# الضاهر (مسلسل)
الضاهر مسلسل درامي، مصري من إنتاج سنة 2019. المسلسل من إخراج ياسر زايد، وتأليف تامر عبد المنعم، وإنتاج محمد عشوب، ومن بطولة محمد فؤاد، ورغدة، وحسن يوسف، وتامر عبد المنعم، وفريال يوسف.

## القصة
تدور أحداث مسلسل (الضاهر) حول ضابط في الجيش يعيش بمنطقة الضاهر ويحظى باحترام من حوله بسبب مساعدته لهم ومواقفه الطيبة معهم، حتى يرتبط بعلاقة حب مع فتاة يهودية ويقع في الكثير من المواقف خلال أحداثاث العمل.

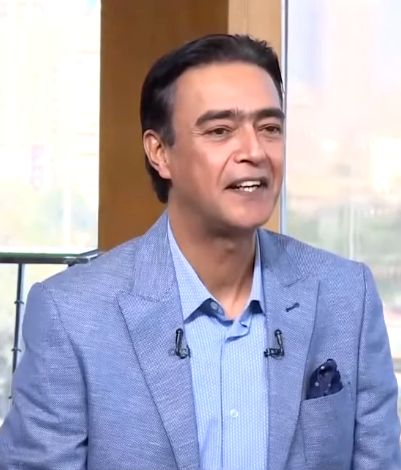
كريم كوجاك في دور جمال النحاس

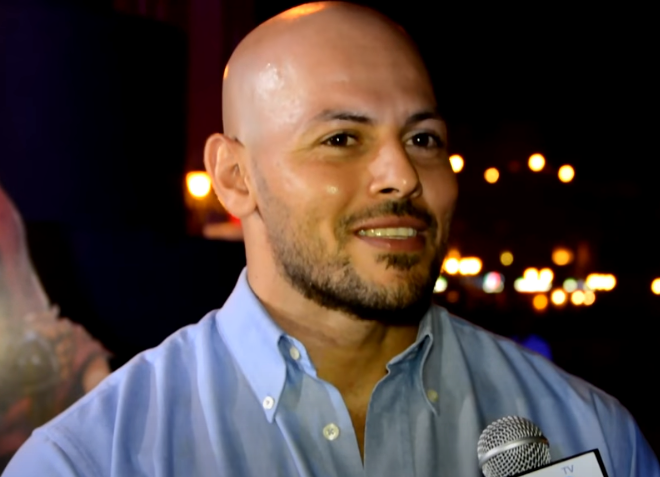
أحمد التهامي في دور عمرو

## طاقم التمثيل
بعض المشاركين في العمل:
- محمد فؤاد
- رغدة
- حسن يوسف
- تامر عبد المنعم
- فريال يوسف
- مادلين طبر
- سميرة محسن
- كريم كوجاك
- أحمد التهامي
- إنجي شرف
- أميرة هاني
- صبري عبد المنعم
- كريم الحسيني
- علاء مرسي
- نيفين محمد
- علاء زينهم
- إيمان سلامة
- مظهر أبو النجا
- نادية العراقية
- مها نصار
- غنوة محمود
- محمد السبكي
- كمال عبد العزيز
- فايق عزب
- عمر حسن يوسف
- إحسان الترك
- عهدي صادق
- شمس

## إنتاج
كتب تامر عبد المنعم قصة وسيناريو المسلسل. وكان المسلسل من أخراج ياسر زايد وإنتاج محمد عشوب.